# Madagaskarbiene
Die Madagaskarbiene (Apis mellifera unicolor) ist eine auf Madagaskar heimische, endemische Unterart der Honigbiene. Sie wurde von Pierre André Latreille 1804 erstmals beschrieben.

## Beschreibung
Apis mellifera unicolor ist eine kleine, gedrungene und dunkle Unterart der Westlichen Honigbiene. Völker von Apis mellifera unicolor sind auf Madagaskar häufig, die Biene gilt als äußerst produktiver Honiglieferant. Imkerei ist auf Madagaskar daher weit verbreitet. Seit 2009 stellt allerdings die zunehmende Verbreitung der Varroa-Milbe ein zunehmend großes Problem für den Bestand der Madagaskarbienen dar.